# Ganymédova fontána
Ganymédova fontána je neobarokní fontána nacházející se na Hviezdoslavově náměstí v Bratislavě.

## Historie
V roce 1886 byla dokončena stavba monumentální historické budovy Městského divadla. Prostor před hlavním vchodem do divadla vyplnila umělecky řešená fontána od bratislavského sochaře Viktora Tilgnera. Jejím objednatelem byla První bratislavská spořitelna (Első Pozsonyi Takarékpénztár), která hotovou fontánu darovala v roce 1888 městu.
Při její realizaci se umělec plně podřídil existenci stavby divadla a svou fontánu proto ztvárnil tak, aby svým vzhledem monumentalitu budovy doplňovala.
Námětem fontány se stal antický mýtus o chlapci Ganymédovi, který byl unesen do sídla bohů na Olympu Diem proměněným v orla.
Při ztvárnění architektonické části fontány se autor nechal inspirovat fontánami v parku Vily d'Este v Tivoli. V detailech navazoval na donnerovskou tradici, kterou skloubil s bratislavskými reáliemi. Krásným příkladem této symbiózy se staly postavičky dětí na soklu fontány, držící v rukou čtyři druhy nejhojnějších dunajských ryb. Po obvodu velké kamenné mísy umístil Tilgner tři dvojice vodních zvířat typických pro dunajskou oblast: vodní želvy, žáby a raky.
Figurální části fontány podle Tilgnerova modelu odlila do bronzu kovolitecká firma Beschorner v Budapešti.
Ganymédova fontána se stala první veřejnou fontánou v Bratislavě s výhradně okrasnou funkcí, která nesloužila k čerpání vody nebo jako zdroj pitné vody pro obyvatele okolních domů. Od doby svého vzniku tvoří fontána jednotný architektonický celek s budovou někdejšího Městského divadla.